# عبد الرحمن سعد
عبد الرحمن سعد الظفيري لاعب كرة قدم سعودي ، يلعب كمهاجم في نادي الباطن.